# مصرف
مصرف (به انگلیسی: Consumption) یک مفهوم مهم در علم اقتصاد است و در بسیاری از علوم اجتماعی دیگر نیز این مفهوم مورد مطالعه قرار می‌گیرد. اقتصاددانان به رابطه ویژه بین مصرف و درآمد بسیار علاقه‌مند هستند که در نتیجه باعث شده تا تابع مصرف در علم اقتصاد نقش مهمی را ایفا کند.
در مکاتب مختلف اقتصاددانان، تولید و مصرف را متفاوت از هم تعریف می‌کنند. به‌طور کلی به گفته اکثر اقتصاددانان، تنها خرید نهایی از کالاها و خدمات توسط افراد به منزله مصرف در نظر گرفته می‌شود در حالی که انواع دیگر هزینه‌ها (به عنوان مثال سرمایه‌گذاری ثابت، مصرف متوسط، و هزینه‌های دولت) در دسته‌های جداگانه (مراجعه شود به مبحث انتخاب مصرف کننده) قرار داده شده‌است.

## عوامل مؤثر بر مصرف
عمده عوامل گوناگون مؤثر بر مصرف که مورد توجه و بررسی اقتصاددانان قرار گرفته‌اند به اختصار شامل موارد زیر است:
- درآمد:

اقتصاددانان مهم‌ترین عامل مؤثر بر مصرف را سطح درآمد می‌دانند و میزان تأثیر سایر عوامل درجهٔ اهمیت کمتری دارد و لذا توابع مصرف عرضه شده، غالباً بر متغیر درآمد تأکید دارند. بدین ترتیب، درآمد اولین عامل مؤثر بر مصرف است. کینز درآمد جاری، دوزنبری درآمد جاری و نسبت آن به درآمد گذشته، و فریدمن درآمد دایمی را عواملی می‌دانند که مصرف فرد را تحت تأثیر قرار می‌دهد.
- تغییرات قیمت و انتظارات مصرف کننده:

تغییر در سطح عمومی قیمت‌ها، موجب تغییر قدرت خرید و درآمد مصرف‌کننده می‌شود. این مسئله موجب تغییر در میزان و کیفیت مصرف مصرف‌کننده شده و گاه حتی به تغییر سلیقهٔ او می‌انجامد. همچنین انتظارات نسبت به آینده، می‌تواند عامل مؤثری در تغییر هزینه‌های مصرفی باشد.
- ثروت و دارایی‌های مختلف مصرف کننده:

منظور از دارایی، دارایی‌های نقدی به صورت پول نقد، سپرده‌های بانکی، اوراق بهادار و همچنین دارایی‌های فیزیکی مانند ذخیرهٔ کالاهای بادوام یا ثروت غیرمنقول مانند خانه، زمین و… است. عوامل یاد شده می‌توانند بر روی مصرف تأثیرگذار باشد؛ زیرا اگر دارایی‌های یاد شده به آسانی تبدیل پذیر به قدرت خرید برای مصرف‌کننده شد، نزد او به صورت ذخیره می‌ماند و در مواقع ضروری می‌توان از آن‌ها استفاده کرد.
- اعتبارات مصرف کنندگان:

افزایش اعتبارات و رواج معاملات اعتباری اگر چه این امتیاز را دارد که به مصرف‌کننده این امکان را می‌دهد، تا در زمان حال از درآمدهای آتی‌اش استفاده کند، اما مخارج مصرفی بیشتری را نسبت به زمانی که تنها قدرت خرید، درآمد جاری است، ایجاد می‌کند.
- نرخ بهره:

تغییرات نرخ بهره می‌تواند به صورت عاملی بر روی تصمیمات مصرفی خانوارها تأثیر بگذارد. افزایش نرخ بهره موجب افزایش پس‌انداز مردم می‌شود و در نتیجه هزینهٔ مصرفی آن‌ها کاهش می‌یابد.
- بزرگی و کوچکی خانوارها:

هزینه مصرفی خانوارها با افزایش تعداد افراد خانواده زیاد می‌شود، البته دربارهٔ برخی از کالاها، با افزایش تعداد خانوارها، هزینهٔ کالا به نسبت کمتری افزایش می‌یابد در نتیجه، خانوار دارای صرفه جویی‌های ناشی از مقیاس در مصرف می‌شود.
- گروه‌های اجتماعی:

مصرف خانوارها در گروه‌های مختلف اجتماعی، متفاوت است؛ مثلاً الگوی مصرف کارفرمایان با الگوی مصرف کارگران متفاوت است. هرچه در یک جامعه، شکاف میان گروه‌ها و قشرها کمتر باشد، الگوی مصرف گروه‌های مختلف آن جامعه از تجانس و همگونی بیشتری برخوردار خواهد بود.
- سلیقهٔ مصرف کننده:

یکی از عوامل بسیار مهم در شکل‌دادن به الگوی مصرف، سلیقه است. این عامل آن قدر مهم است که حتی می‌تواند سایر عوامل مانند درآمد و سطح قیمت‌ها را تا حدودی تحت تأثیر خویش قرار دهد. از سویی، فرهنگ هر جامعه در شکل‌دادن به سلیقهٔ مصرف کنندگان تأثیر بسزایی دارد.
- مناطق گوناگون:

الگوی مصرف در مناطق گوناگون متفاوت است. برای نمونه، این الگو در مناطق شهری و روستایی، مناطق کم جمعیت و پرجمعیت، مناطق فعال اقتصادی و مناطق غیرفعال اقتصادی و… با یک دیگر تفاوت دارد.

## تابع مصرف
تابع مصرف یک تابع ریاضی‌ست که مصارف مصرف‌کننده را از نظر عوامل مؤثر بر آن، مانند درآمد و ثروت انباشته نشان می‌دهد.

## مصرف و اقتصاد رفتاری
در تابع مصرف کینزی که به عنوان فرضیه درآمد مطلق نیز شناخته می‌شود، توابع مصرف عرضه‌شده غالباً بر درآمد جاری تأکید دارند و امکان وجود یا عدم وجود درآمد آینده بالقوه نادیده گرفته می‌شود.
انتقاد از این فرضیه و وجود دیدگاه‌های مخالف در طی انجام آزمون‌های تجربی به توسعه فرضیه درآمد دائمی فریدمن و فرضیه چرخه زندگی فرانکو مودیلیانی منجر شد. بیشتر رویکردهای نظری اخیر بر پایهٔ اقتصاد رفتاری است و نشان می‌دهد که تعدادی از اصول رفتاری می‌تواند به عنوان پایه اقتصاد خرد برای یک تابع مصرف، مبتنی بر رفتار در نظر گرفته شود.

## نظریه‌های مصرف
تئوری مصرف، ابتدا با پیشرفت و کشف مهم مفهومی توسط جان مینارد کینز: در سال ۱۹۳۶ آغاز می‌شود و بعد از آن دانشمندانی مانند فریدمن، دوزنبری و مودیگیلانی، تئوری‌های دقیق‌تری از مصرف ارائه داده‌اند و برای مدت‌های طولانی رابطه مصرف با درآمد و مخارج مصرفی یک رابطه کلیدی در تحلیل‌های اقتصاد کلان به‌شمار می‌رفت.
- نظریه مصرف کینز یا تئوری درآمد مطلق (به انگلیسی: Absolute Income Hypothesis):

مینارد کینز در سال ۱۹۳۶ در کتاب نظریه عمومی خود، تابع مصرف را مطرح کرد. کینز معتقد بود که عوامل مختلفی بر تصمیمات مصرف تأثیرگذار است؛ اما در کوتاه‌مدت مهم‌ترین عامل تأثیرگذار، درآمد واقعی است و مخارج مصرف‌کننده عمدتاً از درآمد جاری وی متأثر است.
- نظریه درآمدی نسبی (به انگلیسی: Relative Income Hypothesis)

مدلی که از سوی جیمز دوزنبری (به انگلیسی: Dosenbery) در سال ۱۹۴۹ ارائه شد، به نظریه درآمد نسبی مشهور است. این نظریه بر دو فرض استوار است که عبارتند از:
1. رفتار مصرفی افراد با یکدگر ارتباط داشته و مستقل از هم نیست؛ به عبارتی دو شخص که با درآمد جاری یکسان در دو طبقه متفاوت توزیع درآمدی زندگی می‌کنند، مصرف‌های متفاوتی خواهند داشت. در واقع، فرد، خود را با سایر افراد مقایسه کرده و آنچه تأثیر قابل توجه در مصرف او دارد، جایگاه او در میان افراد و گروه‌های جامعه است؛ نه مصرف درآمد فرد؛ بنابراین، فرد تنها در صورتی احساس بهبود موقعیت از جهت مصرف می‌کند، که مصرف متوسط او نسبت به متوسط سطح جامعه افزایش یابد. این روحیه را اثر تقلیدی یا اثر تظاهری (به انگلیسی: Demonstration Effect) گویند.
2. رفتار مصرفی در طول زمان، غیرقابل برگشت است. بدین معنا که مخارج مصرفی، زمانی‌که درآمد کاهش می‌یابد چسبندگی داشته و برگشت‌ناپذیر است. فرد بعد از عادت کردن به یک سطح مصرف در مقابل کاهش آن مقاومت نشان می‌دهد و به‌سختی حاضر است از آن سطح مصرف بکاهد این روحیه را اثر چرخ‌دهنده (Ratchet effect) می‌نامند.

- نظریه درآمد دائمی میلتون فریدمن (به انگلیسی: Permanent Income Hypothesis):

میلتون فریدمن (به انگلیسی: Milton Friedman) ‏(۱۹۱۲–۲۰۰۶) در کتابی که در سال ۱۹۵۷ منشر نمود، برای توجیه رفتار مصرف‌کننده فرضیه درآمد دائمی را مطرح نمود. فریدمن معتقد است که مردم مایلند حتی اگر درآمد طول عمرشان یکسان نباشد، مصرف خود را به‌طور یکنواخت حفظ کنند و لذا بر نقش ثروت در تابع مصرف تأکید می‌شود. به بیان دیگر، مردم رفتار مصرفی خود را نه تنها به سطح درآمد جاری، بلکه به فرصت‌های مصرفی بلندمدت و دائمی ارتباط می‌دهند. مردم در طول زندگی خود، طوری برنامه‌ریزی می‌کنند که با این درآمد، مصرف در طول عمر تغییر نکند. در این نگاه، درآمدهای بادآورده یا زیان‌های احتمالی در مصرف دائمی منظور نمی‌شود و فقط درآمدهای دائمی و قطعی در مصرف مصرف‌کننده مؤثر است.
- نظریه سیکل زندگی (به انگلیسی: Lifecycle Hypothesis)

فرضیه درآمد دائمی فریدمن، توسط فرانکو مودیگیلانی (به انگلیسی: Franco Modigliani) ‏ (۱۹۱۸–۲۰۰۳) و ریچارد برامبرگ در سال ۱۹۴۰ میلادی و مجدداً توسط آندو (به انگلیسی: Albert Ando) ‏ (۱۹۲۹–۲۰۰۲) و مودیگیلانی در سال ۱۹۶۳ با روش دیگری مورد بررسی قرار گرفت. این نظریه معتقد است که علاوه بر تغییر موجودی ثروت خانوار که سطح مصرف خانوار را تحت تأثیر قرار می‌دهد، رفتار مصرفی و درآمدی مردم در طول عمر نیز در چگونگی آن مؤثر است. براساس نظریه آندو و مودیگلیانی، جریان درآمدی فرد نوعی، در ابتدا و اواخر عمر کم و در دوران میانی عمر بیشتر است؛ ولی سطح مصرف در تمام دوران زندگی یا ثابت است یا روند افزایشی خفیف دارد؛ یعنی فرد نوعی می‌کوشد در اوایل عمر با قرض کردن و در اواخر عمر با استفاده از مازادهای دوران میانی عمر مصرف خود را در حد ثابتی نگه دارد. در حقیقت هر فرد می‌خواهد مطلوبیت حاصل از مصرف در کل سال‌های زندگی را با در نظر گرفتن محدودیت درآمد در کل عمرش بیشینه کند.

## مصرف و تولید خانگی
مصرف در این بخش، در مقایسه با تولید تعریف شده‌است. در تفسیر دانشکده اقتصاد خانگی کلمبیا، که به عنوان خانهٔ اقتصاد جدید نیز شناخته شده‌است، مصرف تجاری بایستی در چارچوب تولید لوازم خانگی تحلیل گردد.. هزینه فرصت زمان بر هزینه محصولات جایگزین تولید خانگی و در نتیجه بر تقاضا برای خدمات و کالاهای تجاری تأثیر می‌گذارد. کشش تقاضا برای کالاهای مصرفی همچنین تابعی از فردی‌ست که وظایف خانه را انجام می‌دهد و نیز چگونگی جبران هزینه فرصت تولیدات خانگی توسط همسرانشان.
مکاتب مختلف اقتصاددانان تعاریف متفاوتی از تولید و مصرف دارند. به گفته اقتصاددانان جریان اصلی، تنها خرید نهایی از کالاها و خدمات توسط افراد به منزله مصرف می‌باشد، در حالی که انواع دیگر هزینه‌ها - به‌طور خاص سرمایه‌گذاری ثابت، مصرف متوسط، و هزینه‌های دولت - در دسته‌های جداگانه (رجوع شود به انتخاب مصرف کننده) قرار داده‌است. دیگر اقتصاددانان تعریف گسترده‌تری از مصرف ارائه کرده‌اند، به عنوان مجموع کلیه فعالیت‌های اقتصادی که طراحی، تولید و بازاریابی کالاها و خدمات را شامل نمی‌شود.
مصرف همچنین می‌توانید توسط انواع روش‌های مختلف مانند انرژی در معیارهای اقتصاد انرژی اندازه‌گیری شود.

## اثرات مصرف
مصرف کل، یک جزء از تقاضای کل است. به گزارش سازمان ملل، «مصرف امروز در حال تضعیف پایه منابع زیست‌محیطی‌ست که نابرابری را تشدید می‌کند و به پویایی رابطه مصرف-فقر-نابرابری-محیط زیست شتاب می‌بخشد. اگر این روند بدون تغییر ادامه یابد -عدم توزیع مجدد از مصرف‌کنندگان با درآمد بالا به مصرف‌کنندگان کم درآمد، عدم انتقال از محصولات آلوده به محصولات پاک و فناوری تولید، عدم تغییر اولویت از مصرف به منظور تجمل‌گرایی به مصرف در جهت رفع نیازهای اساسی- مشکلات امروز مصرف و توسعه انسانی بدتر خواهد شد.»
کشورهایی در حال توسعه مانند هند، به عنوان آن‌ها حرکت به پایین مسیر کپی کردن الگوهای مصرف از اقتصادهای توسعه یافته را در پیش گرفته‌اند، اساساً حجم تقاضایی ایجاد می‌کنند که زمین قادر به تأمین نخواهد بود. برخی از اقتصاددانان [چه کسی؟] بر این عقیده‌اند که بایستی قیمت‌گذاری روی استفاده از منابع زمین، صورت گیرد که هزینه‌ای بالغ بر صرفاً هزینه‌های استخراج منابع باشد.

## مصرف در سالمندان
هزینه ارث فرزندان (به انگلیسی: Spending the Kids' Inheritance) (در اصل، عنوان کتابی‌ست با همین نام نوشتهٔ Annie Hulley)، با کلمات اختصاری SKI و SKI'ing، به تعداد فزاینده‌ای از افراد مسن در جامعه غربی اشاره دارد که پول خود را صرف سفر، خرید اتومبیل و سایر دارایی‌ها می‌کنند، در مقایسه با نسل‌های قبلی که بیشتر تمایل به پس‌انداز پول برای فرزندان خود داشته‌اند.
در کتاب شکست مرگ (یک طرح مالی چهار بخش رادیکالی نوشته استفان پولان و مارک لوین) نیز ایده‌ای مشابه عنوان شده‌است.